# دقة تونسية
الدقة التونسية (وتُعرف أيضاً باسم قالت دڨة)، أو البهارات التونسية الخماسية، هي خلطة توابل نشأت في تونس. تتكون من قرنفل، جوزة الطيب، قرفة، فلفل أسود، وهال ذكر، تُخلط وتُطحن بدرجات متفاوتة من الخشونة أو النعومة حسب الاستخدام. وتُستعمل هذه الخلطة كمنكهة وعطرية لأطباق اللحوم والخضروات. وتُوصف نكهة هذه الخلطة بأنها "حلوة ودافئة".